# ماريان هاجان
ماريان هاجان (بالإنجليزية: Marianne Hagan)‏ هي ممثلة أمريكية، ولدت في 8 ديسمبر 1968 في الولايات المتحدة.

## وصلات خارجية
- ماريان هاجان على موقع IMDb (الإنجليزية)
- ماريان هاجان على موقع ألو سيني (الفرنسية)
- ماريان هاجان على موقع أول موفي (الإنجليزية)
- ماريان هاجان على موقع قاعدة بيانات الأفلام السويدية (السويدية)
- ماريان هاجان على موقع قاعدة بيانات الفيلم (الإنجليزية)
- ماريان هاجان على موقع كينوبويسك (الروسية)